# Ольвейра, Гастон
Гасто́н Эрна́н Ольве́йра Эчеверри́я (исп. Gastón Hernán Olveira Echeverría; родился 21 апреля 1993 года, Монтевидео) — уругвайский футболист, вратарь клуба «Олимпия».

## Биография
Ольвейра — воспитанник столичного клуба «Ривер Плейт». 19 апреля 2014 года в матче против «Суд Америки» он дебютировал в уругвайской Примере.
В 2015 году Гастон в составе олимпийской сборной Уругвая стал победителем Панамериканских игр в Канаде. На турнире он был запасным вратарём и на поле не вышел.

## Достижения
- Победитель Панамериканских игр (1): 2015